# Alfred Terry

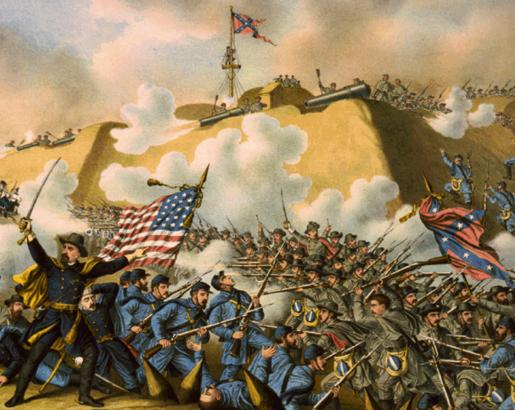
Alfred Terry neemt Fort Fisher in.

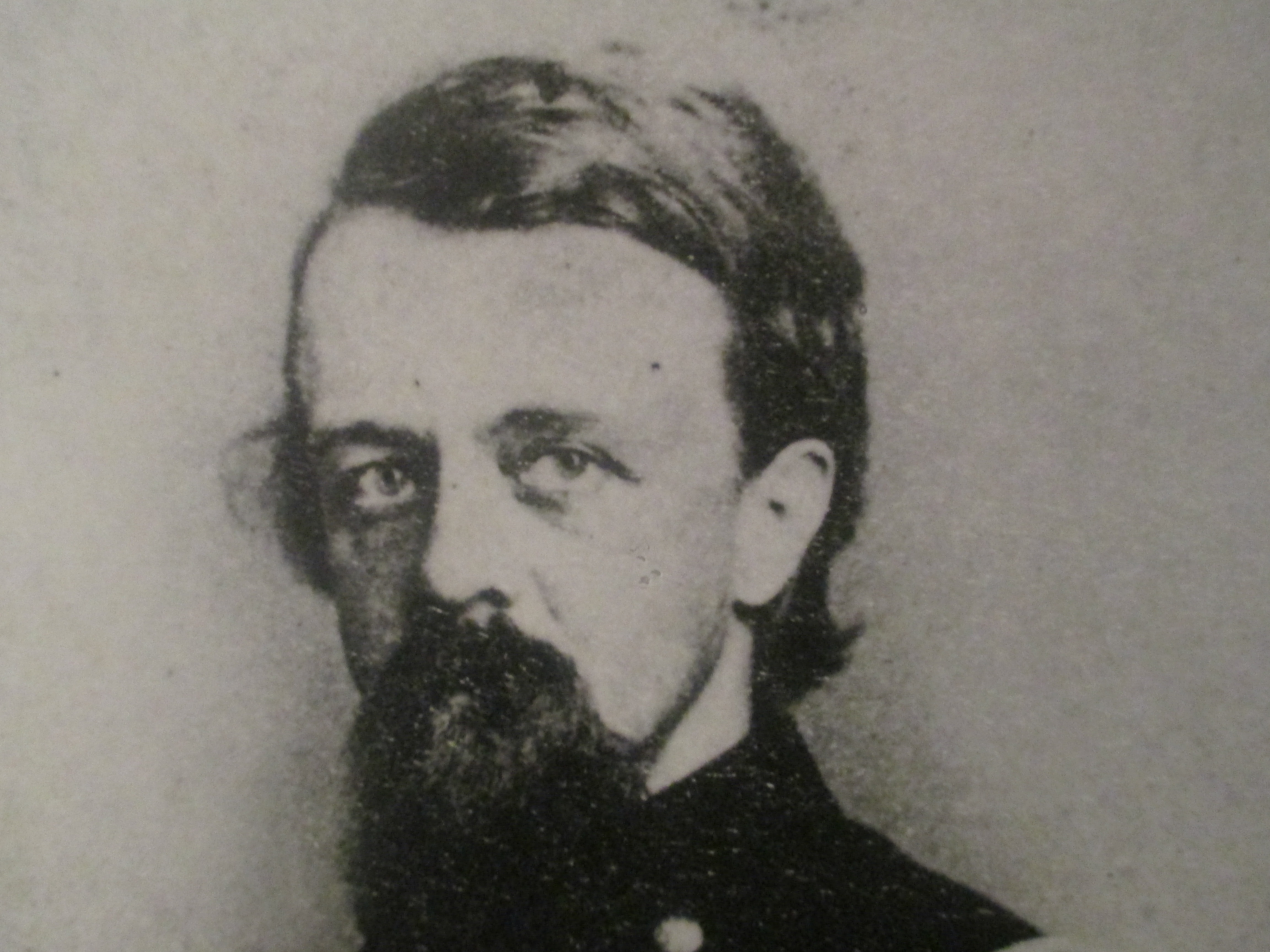
Terry in het Cape Fear Museum te Wilmington (North Carolina)

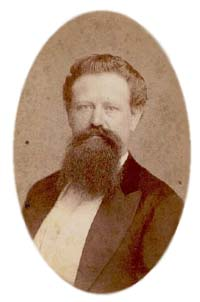
Alfred Terry na de oorlog

Alfred Howe Terry (Hartford (Connecticut), 10 november 1827 – New Haven (Connecticut), 16 december 1890) was een generaal die vocht in de Amerikaanse Burgeroorlog.

## Beginjaren
Alfred Terry werd geboren in Hartford (Connecticut), maar verhuisde jong naar New Haven (Connecticut), waar hij opgroeide. Terry studeerde in 1838 af aan de Hopkins School te New Haven. In 1848 studeerde hij af in rechten aan Yale Law School, werd advocaat en dan magistraat bij het hooggerechtshof van New Haven County (Connecticut).

## Amerikaanse Burgeroorlog
Bij uitbraak van de Amerikaanse Burgeroorlog richtte Terry het 2e regiment infanterie van Connecticut op, dat hij leidde als kolonel.
Hij vocht in de Eerste Slag bij Bull Run en werd dan met zijn regiment overgebracht naar South Carolina. Op 13 september 1861 richtte Terry te New Haven het 7e regiment infanterie van Connecticut op. Luitenant-kolonel Joseph Roswell Hawley kreeg het bevel.
Terry werd in april 1862 bevorderd tot brigadegeneraal en kreeg het bevel over de divisie van Morris Island van het X Corps.
Terry vocht in het Beleg van Charleston in 1863 en vocht in Morris Island, South Carolina. Zijn troepen vochten in de Slag bij Grimball's Landing en namen in september 1863 Fort Wagner in. In 1864 werd het X Corps naar Virginia in het noorden gestuurd om zich bij het Army of the James van Benjamin Butler te voegen
Terry vocht in de Slag bij Proctor's Creek en in de Bermuda Hundred-veldtocht rond Richmond (Virginia). Tijdens het Beleg van Petersburg vocht Terry ten noorden van de Jamesrivier in de Slag bij New Market. Na de dood van David B. Birney in oktober nam Terry kort het bevel over het X Corps.
Butler had op het einde van 1864 in de Eerste Slag om Fort Fisher al tevergeefs geprobeerd om Fort Fisher in te nemen. Ulysses S. Grant gaf Terry de opdracht om een tweede poging te wagen: de Tweede Slag om Fort Fisher.
Terry werkte samen met de zeemacht onder David D. Porter. Op 13 januari 1865 stuurde Terry een divisie Afro-Amerikanen om Braxton Bragg tegen te houden ten noorden van Fort Fisher. Terry stuurde zijn andere divisie onder Adelbert Ames om het fort vanuit het noorden aan te vallen. Na man-tegen-mangevechten nam Terry het fort in. Terry werd bevorderd tot generaal-majoor. In februari kwamen versterkingen aan en John M. Schofield nam het bevel over de veldtocht tegen Wilmington (North Carolina). Na de Slag bij Wilmington werd het expeditieleger van Fort Fisher herbenoemd tot X Corps met Terry als bevelhebber. Hij vocht ermee in de Carolina's-veldtocht.

## Na de oorlog
Na de oorlog onderhandelde Terry in 1868 het Verdrag van Fort Laramie, waarbij Red Cloud afzag van oorlog tegen de Amerikaanse troepen. Terry werd op 22 december 1869 de laatste militaire gouverneur van het Derde militair district te Atlanta (Georgia) en trad op tegen de Ku Klux Klan.
Terry voerde het bevel over de colonne die in 1876-1877 westwaarts naar Montana Territory trok voor de Centennial Campaign. De colonne van George Crook kwam van het zuiden en de colonne van John Gibbon uit het westen. De colonne van Terry kwam aan na de Slag bij de Little Bighorn en vond de lijken van de mannen van George Armstrong Custer. In oktober 1877 trok Terry naar Canada om te onderhandelen met Sitting Bull. Hij voerde het bevel in Montana tijdens de Nez Perce War en zond versterkingen om Chief Joseph te onderscheppen.
In 1878 zetelde Terry met generaal-majoor John Schofield in een door de president ingestelde commissie om de veroordeling van Fitz John Porter door de krijgsraad opnieuw te onderzoeken. De commissie kwam tot het besluit, dat Porter onterecht veroordeeld was voor lafheid en ongehoorzaamheid.
In 1886 kreeg Terry het bevel over de Militaire Divisie van de Missouri, met hoofdkwartier te Chicago (Illinois).

## Militaire loopbaan
- Colonel:[1]
- Brevet Brigadier General of Volunteers: 26 april 1862[1]
- Brigadier General Regular Army:[1]
- Brevet Major General of Volunteers:[1]
- Major General of Volunteers: 16 januari 1865[4]